# Сыр-Липки
Сыр-Липки— деревня в Смоленской области России, в Смоленском районе. Население — 45 жителей (2007 год). Расположена в западной части области в 25 км к северу от г. Смоленска, на берегах реки Жереспея в 21 км севернее автомагистрали М1 «Беларусь».
Входит в состав Вязгинского сельского поселения. В деревне есть следующие улицы: Заречная, Школьная, им. Алексея Куликова. Автобусное сообщение со Смоленском.

## История
В XVIII — XIX веках населённый пункт был селом; церковь во имя Святого Пророка Илии была построена на средства помещика С. В. Лесли в 1774 году, Покровская церковь — полковника А. Г. Огонь-Догановского в 1779 году. Село называлось Сырокоренские Липки и было волостным центром Сырокоренско-Липицкой волости Духовщинского уезда Смоленской губернии.
В 1926 году в деревне проводилась первая в районе сельхозвыставка, на который был впервые показан трактор.
Деревня была освобождена от немецких захватчиков 24 сентября 1943 года бойцами 69-го стрелкового полка 97-й стрелковой дивизии.

## Экономика
Средняя школа.

## Достопримечательности
- Обелиск в честь Героя Советского Союза Куликова А.А., который повторил подвиг Матросова. (его именем названа улица в деревне).
- Памятник архитектуры: усадебный дом Тихоновского, XIX век (сейчас в нём расположена школа).